# 중흥중학교
중흥중학교(中興中學校)는 대한민국 경기도 부천시 원미구 중동에 있는 공립 중학교이다.

## 학교 연혁
- 1991년 2월 18일 : 중흥중학교 설립계획 승인 (교지 13,951m2, 45학급)
- 1991년 11월 16일 : 1992년도 수용계획 확정 (10학급 설립 인가)
- 1992년 2월 29일 : 본관 19실 준공 (본관A열 1~3층, 보통교실 15실, 특별교실 2실, 관리실 2실)
- 1992년 3월 1일 : 초대 교장 이주곤 취임
- 1992년 3월 4일 : 개교
- 1992년 3월 5일 : 제1회 입학 (10학급 521명)
- 1995년 2월 15일 : 제1회 졸업 (581명, 연인원 581명)
- 2003년 6월 24일 : 중흥관(다목적 체육관) 개관
- 2007년 9월 20일 : 도서관 글사랑채 리모델링
- 2018년 9월 1일 : 제9대 양소연 교장 부임
- 2021년 10월 7일 : 혁신학교 지정 (2022.03.01 ~ 2026.02.28.)
- 2024년 1월 5일 : 제30회 졸업 (279명, 연인원 14,428명)
- 2024년 3월 4일 : 제33회 입학(9학급)

## 참고 자료
- 중흥중학교 - 한국교육학술정보원 학교알리미